# Lagtingsvalget 1950
Lagtingsvalget på Færøerne 1950 blev afholdt 8. november 1950.
Antallet af repræsentanter ændredes fra 20 til 25.
Tjóðveldisflokkurin stillede til valg for første gang.

## Resultater
| Parti                | Tilslutning | Mandater i Lagtinget | Ændring fra 1946 (mandater) | Ændring fra 1946 (%) |
| -------------------- | ----------- | -------------------- | --------------------------- | -------------------- |
| Fólkaflokkurin       | 32,3 %      | 8                    | —                           | -8,6                 |
| Sambandsflokkurin    | 27,3 %      | 7                    | +1                          | -1,4                 |
| Javnaðarflokkurin    | 22,4 %      | 6                    | +2                          | -5,7 (!)             |
| Sjálvstýrisflokkurin | 8,2 %       | 2                    | —                           | (!)                  |
| Tjóðveldisflokkurin  | 9,8 %       | 2                    | nyt                         | 9,8                  |

- (!) Ved forrige lagtingsvalg, i 1946, stillede kandidaterne fra Javnaðarflokkurin og Sjálvstýrisflokkurin på en fælles liste.

## Eksterne Henvisninger
- Hagstova Føroya — Íbúgvaviðurskifti og val (Færøsk statistik)